# Christian Howard
Christian Howard (Sunderland, 4 maggio 1984) è un attore, modello e artista marziale britannico.

## Biografia
È noto soprattutto per aver interpretato Ken Masters in Street Fighter: Legacy, Street Fighter: Assassin's Fist e Street Fighter: Resurrection.

## Filmografia
- Street Fighter: Legacy, regia di Joey Ansah e Owen Trevor (2010)
- Street Fighter: Assassin's Fist - serie TV (2014)
- Street Fighter: Resurrection - webserie (2016)

## Doppiatori italiani
Nelle versioni in italiano delle opere in cui ha recitato, Christian Howard è stato doppiato da:
- Daniele Raffaeli in Street Fighter: Assassin's Fist